# Сапа Інка

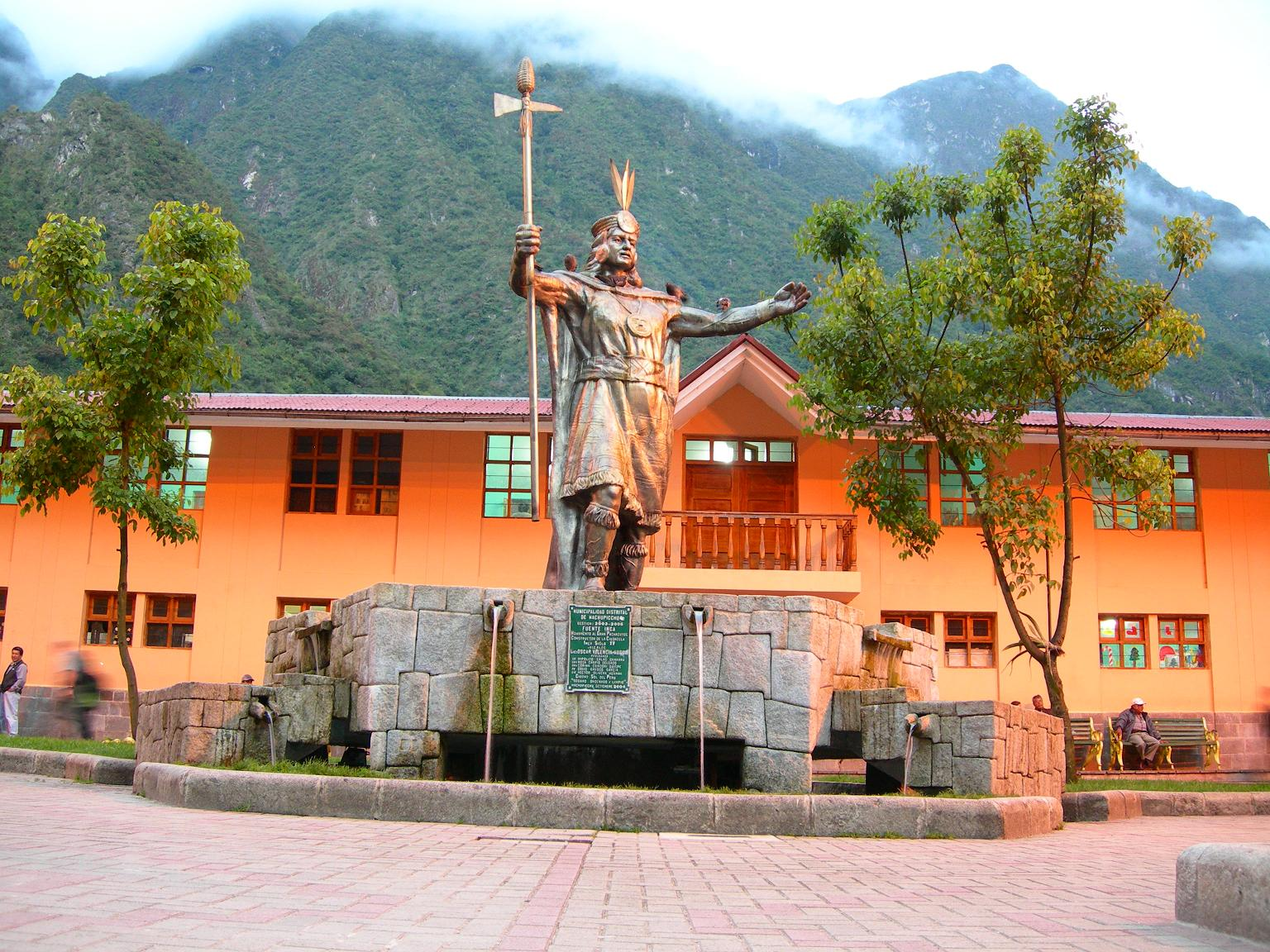
Сучасний пам'ятник Сапа Інці Пачакутеку, із нагрудним символом maskaypacha real, ознакою його статусу, на центральній площі міста Аґуас-Кальєнтес, Перу.

Са́па І́нка (кеч. Sapa Inka — «Єдиний Інка» або «Єдиний Імператор») — титул правителя держави інків Тауантінсую. Також його часто називали такими титулами як Інка Ка́пак (кеч. Inka Qhapaq — «Бог-Імператор»), Сапа (кеч. Sapa — «Єдиний») або Апу (кеч. Apu — «Божествений»), «Інтіп Чурін», тобто «син Сонця». Перші правителі носили титул Інка Капак (або Капак Інка), аналогічний титулам Капак, що мали володарі інших андських держав, оскільки за своєю потугою дорівнювали місто-державі Куско або перевершували його. Лише після суттєвого розширення держави Куско за часи Пачакутека, перетворення її на імперію у 1438 році було впроваджено титул Сапа Інка.

## Питання спадкоємства
Для своїх підданців був справжнім наступником божественного Сонця, що зійшов на землю. На троні міг перебувати лише чоловік. Претендент на трон мав бути королівської крові, тобто йому слід було бути рідним сином володаря, що раніше правив. Було також бажано, щоб «аукі» (спадкоємець престолу) походив від союзу правлячого Сапа Інки з його законною дружиною й сестрою (койя), і щоб він не був сином однієї з незліченних побічних дружин або ж наложниць володаря.
Правлячий Інка сам обирав наступника, так що на відміну від звичайного династичного успадкування трону наступником тут не завжди міг бути першородний син. У деяких випадках Сапа Інка робив спадкоємцем трону одного з синів своєї побічної дружини, а не законної дружини. Інка сповіщав підданих про зроблений ним вибір — на очах у всього двору власноруч причісував волосся своєму спадкоємцю — аукі. Якщо спадкоємцем трону ставав син побічної дружини, то її ім'я найчастіше трималося в таємниці, а спадкоємцю не призначалася в «матері» койя, офіційна дружина правлячого Сапа Інки.
Починаючи зі дня свого проголошення аукі міг користуватися всіма королівськими регаліями, які зазвичай належали тільки самому Інкі. Сапа Інка як імператорську ознаку носив червону, спадкоємець трону — жовту начільну пов'язку-льяуту. Місце аукі знаходилося поряд з троном Інки. Іноді вони разом керували військами.
З кінця XIV ст. за правління Інки Роки для стабілізації влади та спокійної передачі владив було проваджено інститут співволодаря, який називався «Інка Ратін».

## Сходження на трон
Спочатку смерть померлого Сапа Інки приховувалися від більшості населення, щоб підготувати церемонію сходження на трон аукі або інки ратіна. На неї запрошувалися представники всіх провінцій та чвертів Тауантінсую, більшість нижчої знаті — курак. Усі вони проходили перед Інка Ратіном по площі Уакапата (Радощі). Вони передавали новому імператору пір'я рідкісних птахів, які символізували велич Інки, божого обранця. Слідом за цим усі присутні простягали назустріч йому руки на знак покори і вірнопідданського смирення. Від імені імператора церемоніймейстер — верховний жрець Соня-Уільяк Уму — двору брав, а потім урочисто спалював пір'я.
Уільяк Уму простягав коронуємому володарю традиційні імператорські регалії інків — корону-льяуту. Потім Уільяк Уму передавав божественному Сонцю, сином якого Інка був в очах жителів імперії, кілька золотих посудин, чудові морські мушлі, а також приносив у жертву 200 дітей (цей обряд звався «капакоча»). Дітей, призначених для капакоча, приводили на гору Чукіканча, що на краю Куско, де Інка кілька разів торкався до них рукою. Слідом за цим їх вбивали — душили, перед тим одурманювши сильною дозою порошку зі стовченого листя коки.
Потім Верховний жрець креслив кров'ю принесених в жертву лам на лобі нового правителя довгу символічну червону лінію, яка з'єднувала одну з одною наддовгі мочки вух Інки. Після того як кров висихала, поверх червоної налобної льяути надягалася символічна яскраво-червона пов'язка. Після цього спадкоємець вважався Сапа Інкою.

## Характеристика
Був правителем Тауантінсую, верховним законодавцем, який приймав рішення про те, яку економічну політику слід проводити в державі. В політичній системі імперії Сапа Інки належала уся влада, лише релігійну частково поділяв з верховним жерцем бога-Сонця. Сапа Інка оголошував війну, посилав військо імперії в завойовницькі походи і укладав мир з противником.
Розквіт і біди імперії, на переконання мешканців держави, залежали від здоров'я Сапа Інки. «Сини Сонця» намагалися здаватися мудрими, милостивими благодійниками свого народу, намагалися гарантувати жителям своєї країни благоденство і прогрес. Тому один із звичайних титулів, яким величали «сина Сонця» під час аудієнцій, був «Уачакуйа», тобто «Благодійник».
Свої аудієнції Сапа Інка здійснював як у своїй постійної резиденції, в палаці в Куско, так і в палаці в тому місці імперії, в якому він в той момент знаходився. Під час аудієнції імператор сидів на низькому троні, вирізаному з червоного дерева. Біля трону зазвичай встановлювався його особите знамено, один із символів влади «сина Сонця». Прапор було виткано з вовни або бавовни і прикрашено мальованим гербом даного Інки: у Сінчі Рока — це було зображення сокола; Льоке Юпанкі — геометричний малюнок, як і у Майта Капак, у Капак Юпанкі — чотирикутник у верхній частині, птах в середині і змія внизу, Інка Рока — рідкий птах; Яуар Уакак — геометричні фігури, Пачакутека — дві змії і веселка; Тупак Юпанкі і Уайна Капак мали геометричні фігури, Атауальпа — дві змії, веселка і пума.

## Символи
До символів Сапа Інки імператорський спис-сунтурпаукар, прикрашений пір'яи рідкісного птаха, золотий скіпетр, діадема-льяута, що п'ять-шість разів обвивала голову Інки. Від свого найближчого оточення Інка відрізнявся величиною золотих дисків, які він носив у мочках вух. Голову Інки прикрашали 2-3 пера дуже рідкісного птаха коракенке, за яким полювали виключно з метою доставити в палац. Для всіх інших громадян держави цей птах був табу. Крім коракенке, символом Інки була «напа» — білосніжна лама.

## Одяг та їжа
«Син Сонця» носив довгу туніку, що доходила йому до колін, або плащ зі шкурок кажанів, на ногах у нього були сандалі. Про надзвичайно багатий гардероб Інки опікувалися 25 відібраних хлопчиків у віці від 12 до 15 років і керований начальником королівської вбиральні. Владика ніколи не надягав двічі один й той ж одяг або взуття. Спеціально призначений для цього сановник повинен був урочисто спалювати вживані предмети. Точно так само чинили й із залишками їжі, яку Інка, нехай навіть випадково, торкався рукою або ж губами під час харчування.
Сапа Інка приймав їжу 3 рази на день. Самим рясним був сніданок. Турботу про трапезу на себе «уасіка-майок» на кшталт мажорда Інки. Важливу роль грав також «вількакама» — державний дегустатор, дієтолог і водночас лікар, який користувався безмежною довірою свого пана. Вількакама дегустував і схвалював страви, які подавалися на стіл правителя.
Меню складалася з кукурудзи, приготованої різними способами, квасолі, супов-пюре, картоплі, консервований традиційним способом. Для цієї мети картопля днем витримувався під палючими променями сонця, вночі — на морозі в горах. Така сушена картопля називалася «морайя», яку змішували з водою, додавали сіль і коріння. Кожен день доставлялися свіжа морська риба і молюски, свіжа прісноводна риба з озера Чічайкоча, дичину з прикордонної території Амазонки.
«Син Сонця» їв на важких золотих, іноді срібних блюдах. Незважаючи на високу вартість, столове приладдя після їжі знищували.

## Слуги Сапа Інки
Безпосередньо прислуговували Сапа Інці до 8 тисяч особистих слуг. З них лише близько 50 мали безпосередній доступ до володаря. Значна частини їх складали жінки. Привілей прислужувати владиці була настільки почесною, що всі служниці змінювалися через кожні 7-10 днів, щоб кожна жінка з гарему Інки мала можливість прислужитися своєму пану. Поблизу імператора знаходилися також люди, що тішити і розважали його, — це танцівниці, співаки, музиканти, блазні, жартівники («канічу»), карлики, горбані.
Серед прислуги Інки найважливішу роль відіграли носильники його золотих носилок. За традицією цей привілей належала представникам племені рукано, яке жило на захід від Куско. Вісім рукано завжди чергувалися в якості носильників. Вони були одягнені в блакитну уніформу. Безпосередньо перед процесією Сапа Інки крокували імператорські прибиральники вулиць, що ретельно розчищали дорогу, по якій несли Інку. За ними слідували освіжувачі повітря, які розбризкували пахучі еліксири, аромат яких сповіщав про подорож Сапа Інки.
Сапа Інка завжди пересувався під охороною великих об'єднаних загонів. Солдати «гвардии» Інки носили блискучий одяг, за традицією прикрашений золотими і срібними коштовностями. Разом з ним подорожував весь імператорський двір.

## Розваги
До улюбленим задоволень Сапа Інки відносилося полювання, насамперед полювання в горах на лам, пум або соколів. Для імператора тут були навіть відведені спеціальні, «заказники». У деяких таких заказниках полювання проводилася лише 1 раз на 4 роки, з тим щоб дичина могла знову повністю відновитися.

## Смерть
Поховання Сапа Інки, прощання з ним, проходило завжди надзвичайно урочисто, оскільки тіло Інки не захоронювали, тобто не опускали в землю на вічний спокій, і не спалювали. Тіло Інки лише бальзамували, а потім знову поверталося до палацу, в якому правитель жив за життя. Під час церемонії прощання з померлим деякі дружини та слуги накладали на себе руки. Тих же з них, які не знаходили в собі мужності покінчити з собою, одурманювали за допомогою чічі, а потім душили.